# Vuelve (album)
Vuelve je čtvrté studiové album zpěváka Ricky Martina, které vyšlo 10. února 1998 u Sony Music Latin a Columbia Records.

## O Albu
Bylo nahráno v letech 1997 a 1998. Produkce se ujaly Draco Rosou Desmondem Childem a také K.C. Porterem s kterým již dříve spolupracoval na albu A Medio Vivir.
Toto album bylo nahráno ve spojení dvou a více hudebních stylů, takzvaně fúze latinské hudby a popu nazvaným Pop latino.
Prvním singlem byla zvolena píseň "No Importa la Distancia". Avšak základním singlem se stála stejnojmenná skladba "Vuelve".

## Po vydání
Celosvětově se prodalo osm milionů kusů. Celkem se v USA prodalo okolo milionu kusů, album získalo certifikaci platinová deska.

## Seznam písní
| Pořadí         | Název                    | Délka |
| -------------- | ------------------------ | ----- |
| 1.             | Por Arriba, Por Abajo    | 3:08  |
| 2.             | Vuelve                   | 5:09  |
| 3.             | Lola, Lola               | 4:46  |
| 4.             | Casi un Bolero           | 4:39  |
| 5.             | Corazonado               | 4:59  |
| 6.             | La Bomba                 | 4:34  |
| 7.             | Hagamos el Amor          | 3:11  |
| 8.             | La Copa de la Vida       | 4:28  |
| 9.             | Perdido Sin Tí           | 4:11  |
| 10.            | Asi Es la Vida           | 4:00  |
| 11.            | Marcia Baila             | 3:59  |
| 12.            | No Importa la Distancia  | 4:55  |
| 13.            | Gracias por Pensar en Mi | 5:51  |
| Celková délka: | Celková délka:           | 62:04 |

| European bonus track | European bonus track                  | European bonus track |
| Pořadí               | Název                                 | Délka                |
| -------------------- | ------------------------------------- | -------------------- |
| 14.                  | The Cup of Life (Spanglish Radio Edi) | 4:37                 |

## Umístění ve světě
| Hitparáda (1998)                   | vrchol |
| ---------------------------------- | ------ |
| Australská albová hitparáda        | 2.     |
| Belgická Flandry albová hitparáda  | 37.    |
| Belgická Valonsko albová hitparáda | 22.    |
| Finská albová hitparáda            | 7.     |
| Francouzská albová hitparáda       | 23.    |
| Japonská albová hitparáda          | 19.    |
| Kanadská albová hitparáda          | 11.    |
| Maďarská albová hitparáda          | 3.     |
| Německá albová hitparáda           | 15.    |
| Nizozemská albová hitparáda        | 41.    |
| Norská albová hitparáda            | 1.     |
| Rakouská albová hitparáda          | 22.    |
| Španělská albová hitparáda         | 1.     |
| Švédská albová hitparáda           | 2.     |
| Švýcarská albová hitparáda         | 4.     |
| US Billboard 200                   | 40.    |
| US Top Latin Albums                | 1.     |
| US Latin Pop Albums                | 1.     |

| Hitparáda (1998)                   | pozice |
| ---------------------------------- | ------ |
| Australská albová hitparáda        | 26.    |
| Belgická Valonsko albová hitparáda | 91.    |
| Švýcarská albová hitparáda         | 14.    |
| US Top Latin Albums                | 2.     |
| US Latin Pop Albums                | 2.     |

| Hitparáda (1999)          | pozice |
| ------------------------- | ------ |
| Kanadská albová hitparáda | 34.    |
| US Top Latin Albums       | 1.     |
| US Latin Pop Albums       | 1.     |

| Hitparáda (2000)        | pozice |
| ----------------------- | ------ |
| Finská albová hitparáda | 69.    |